# Zwalisko (skały)
Zwaliska, Zwalisko lub Znalezisko – kilkumetrowej wysokości skały na grzbiecie Łamanej Skały w Beskidzie Małym. Znajdują się tuż obok czerwonego szlaku turystycznego w pobliżu Ski Centrum Czarny Groń w Rzykach. Zbudowane są z piaskowców oraz zlepieńców istebniańskich. Podlegają ochronie prawnej, znajdują się bowiem w obrębie rezerwatu przyrody Madohora. Na mapie Geoportalu opisane są jako zachodnia grupa Wędrujących Kamieni.
Bouldering
Na Zwaliskach uprawiany jest bouldering. Jest 17 dróg wspinaczkowych o trudności od 4 do 6c+ w skali francuskiej.

1. Lewa ścianka; 5+
2. Przez półkę; 4
3. Środek ścianki;
4. Kant po lewej; 6c
5. Rysa; 4
6. Dilfer; 4
7. Kant urodzinowy; 6c
8. Trawers pęknięciem; 6b+
9. ?; hajbol
10. ?; hajbol
11. ?; hajbol
12. Kant; 6c+
13. Komin; 5
14. Ścianka; 6c
15. Kancik;
16. Żużel; 6a
17. Droga do żużla; 6b[1].

Szlaki turystyczne
Skały znajdują się po obydwu stronach czerwonego szlaku turystycznego:
 Mały Szlak Beskidzki na odcinku: Przełęcz Kocierska – Roczenka – Kiczora – Przełęcz Skaliste – Potrójna – Łamana Skała – Leskowiec – Schronisko PTTK Leskowiec.

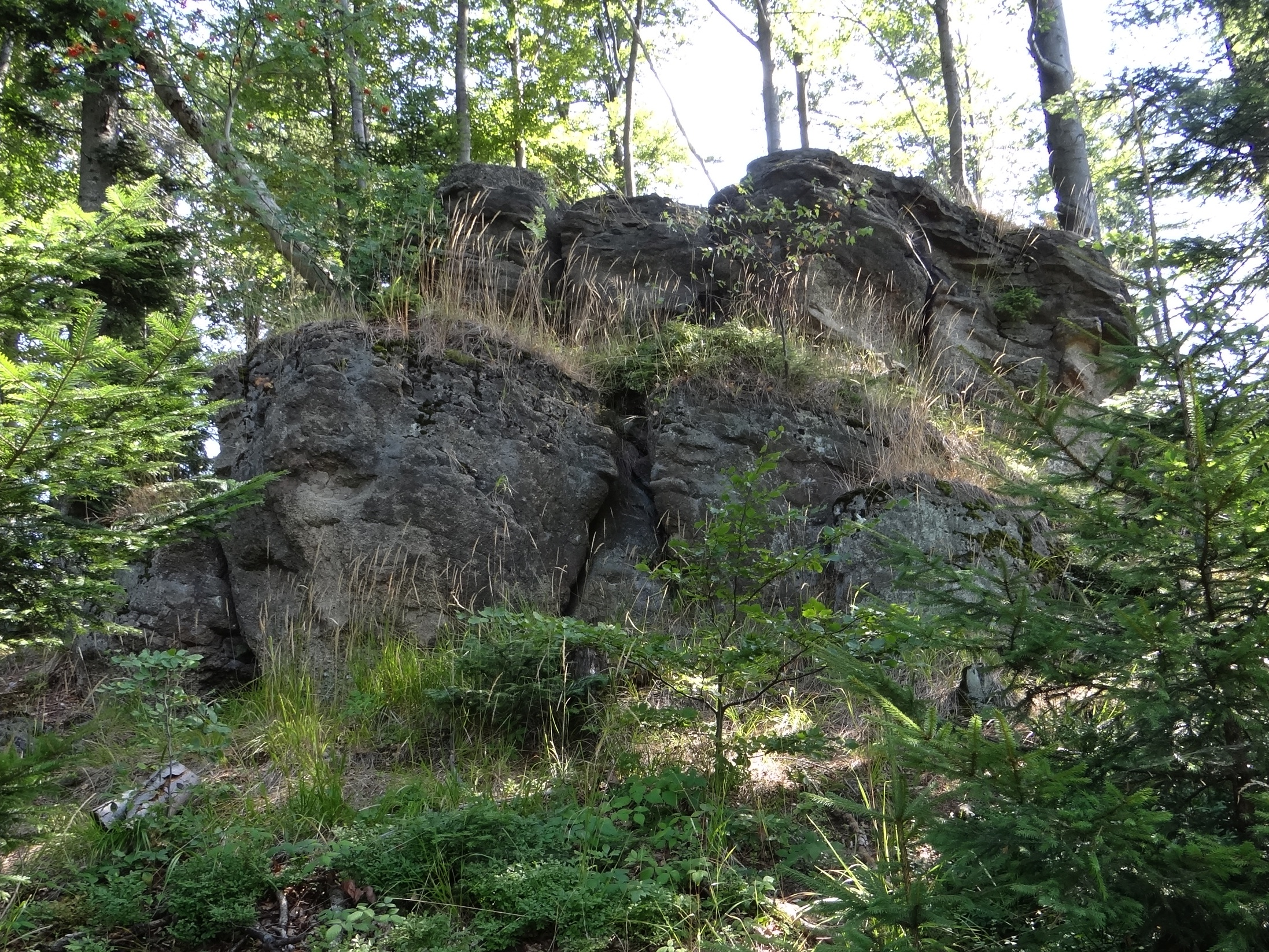
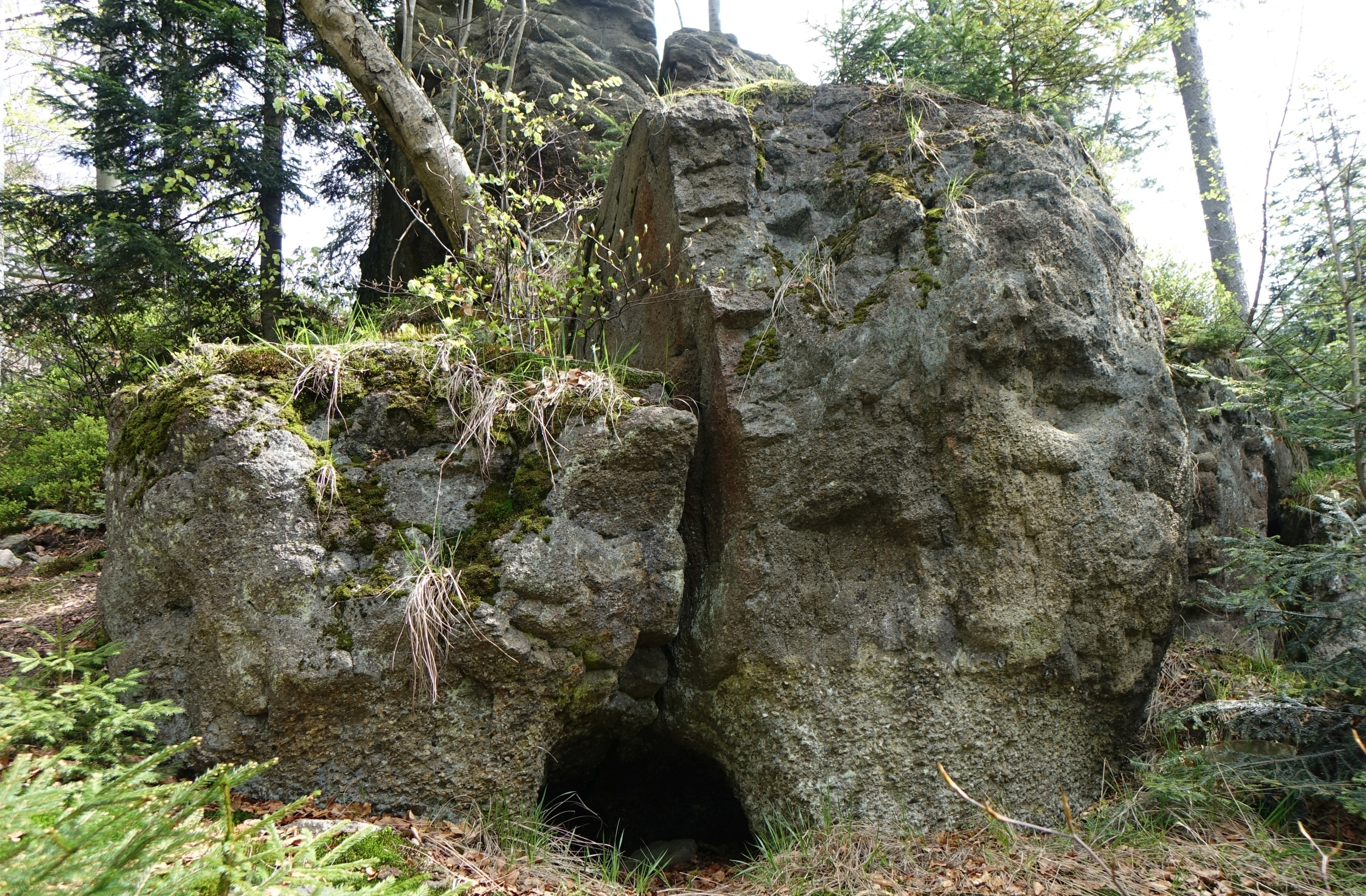
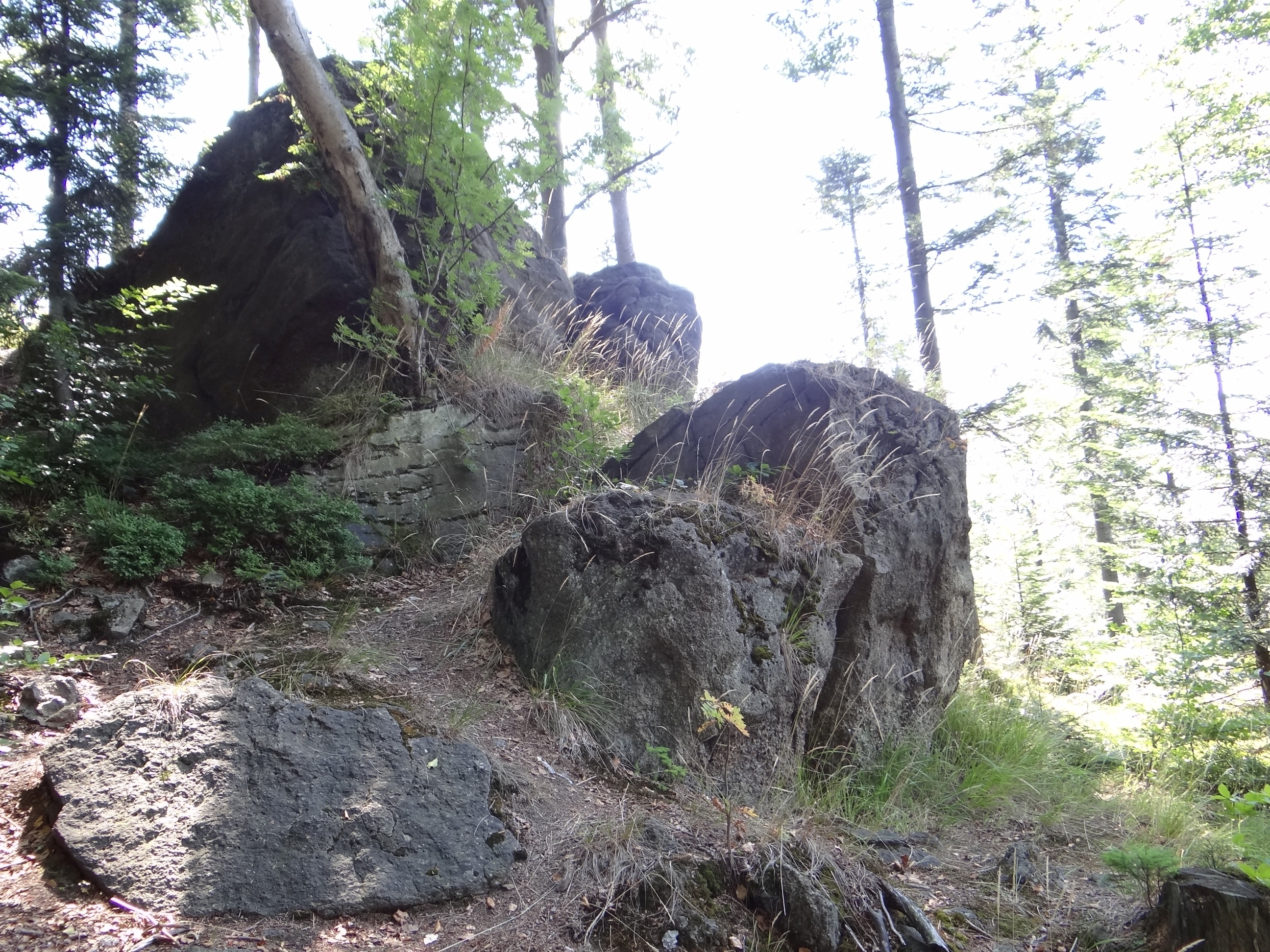
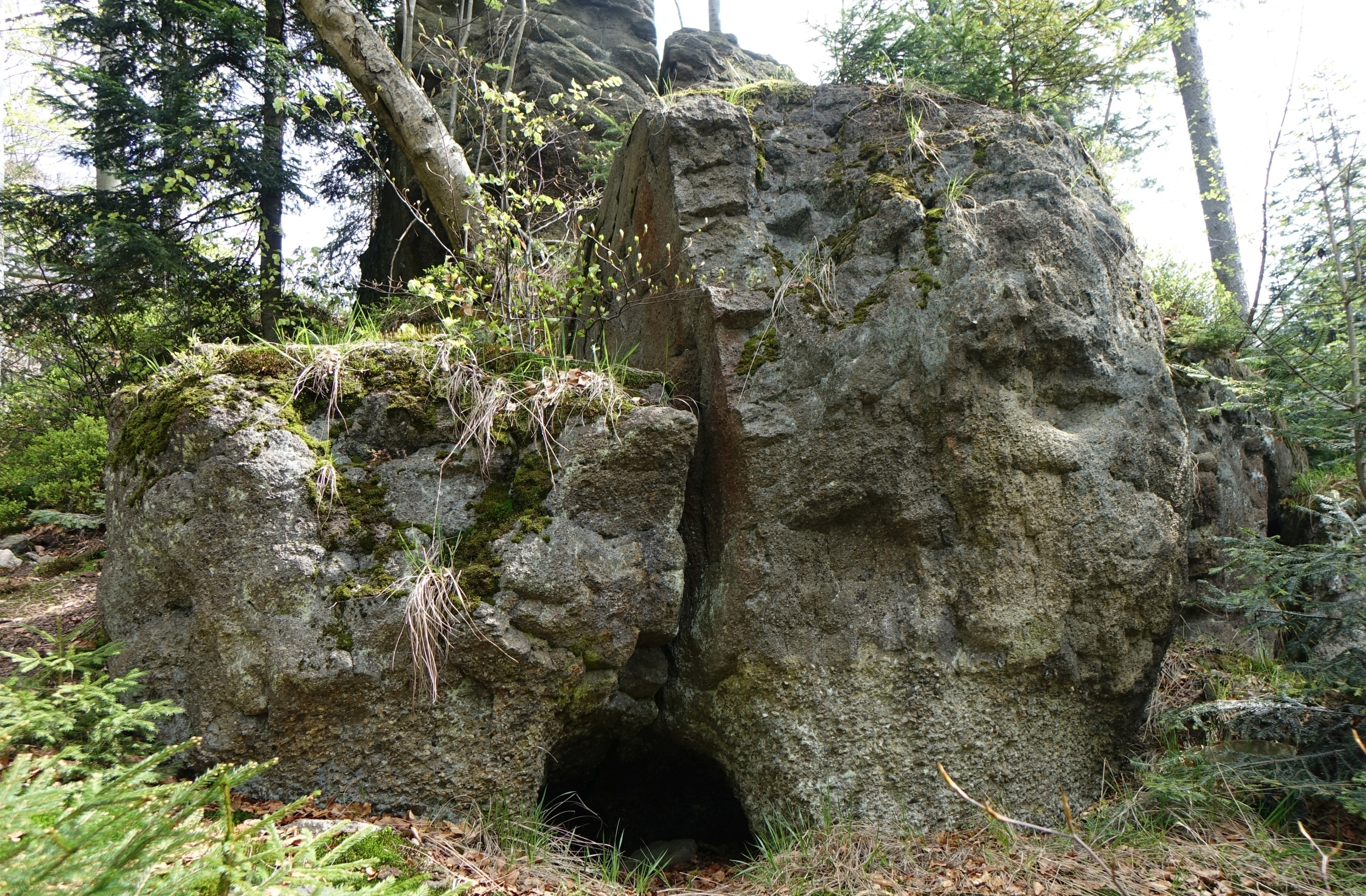
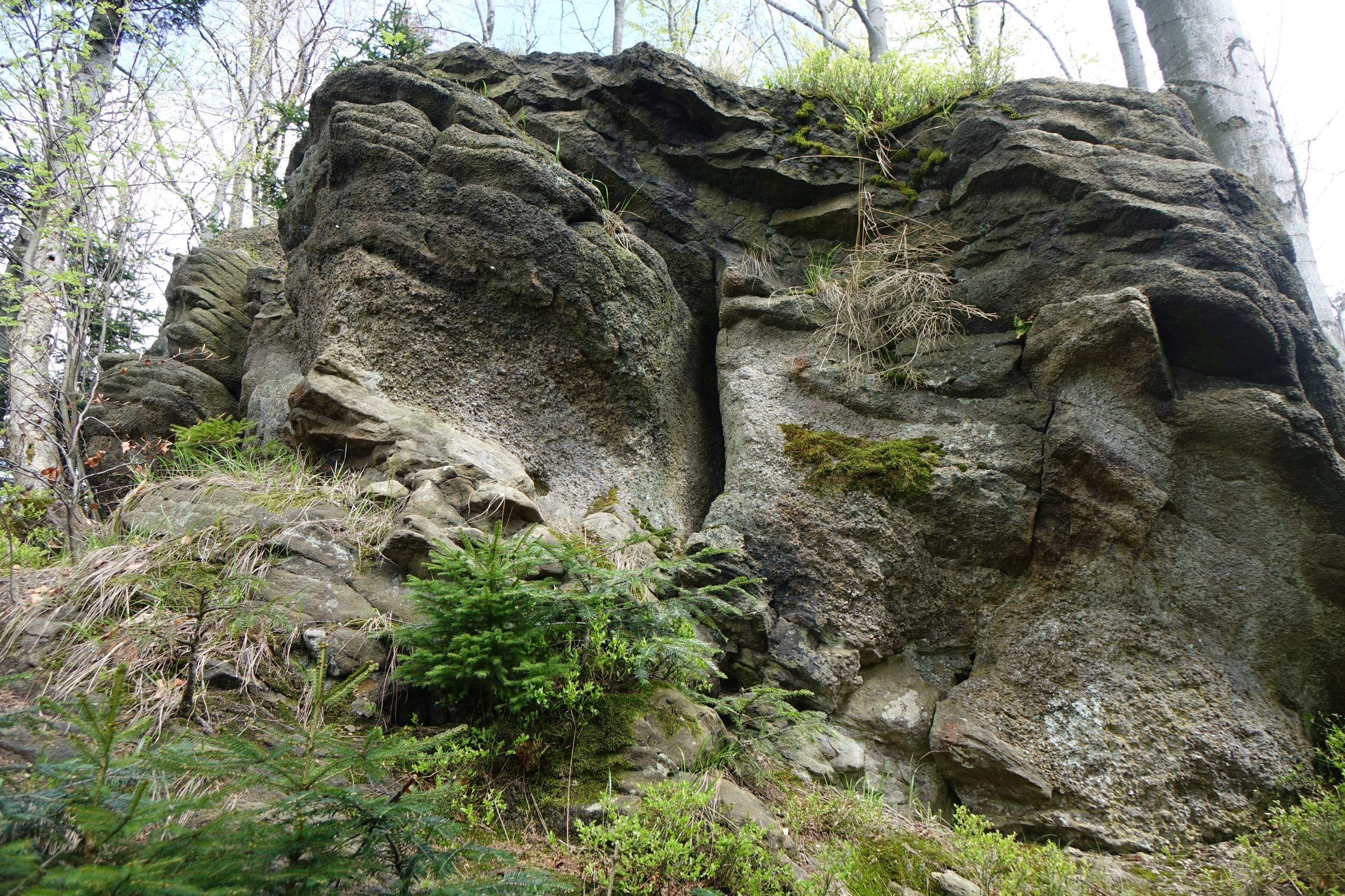
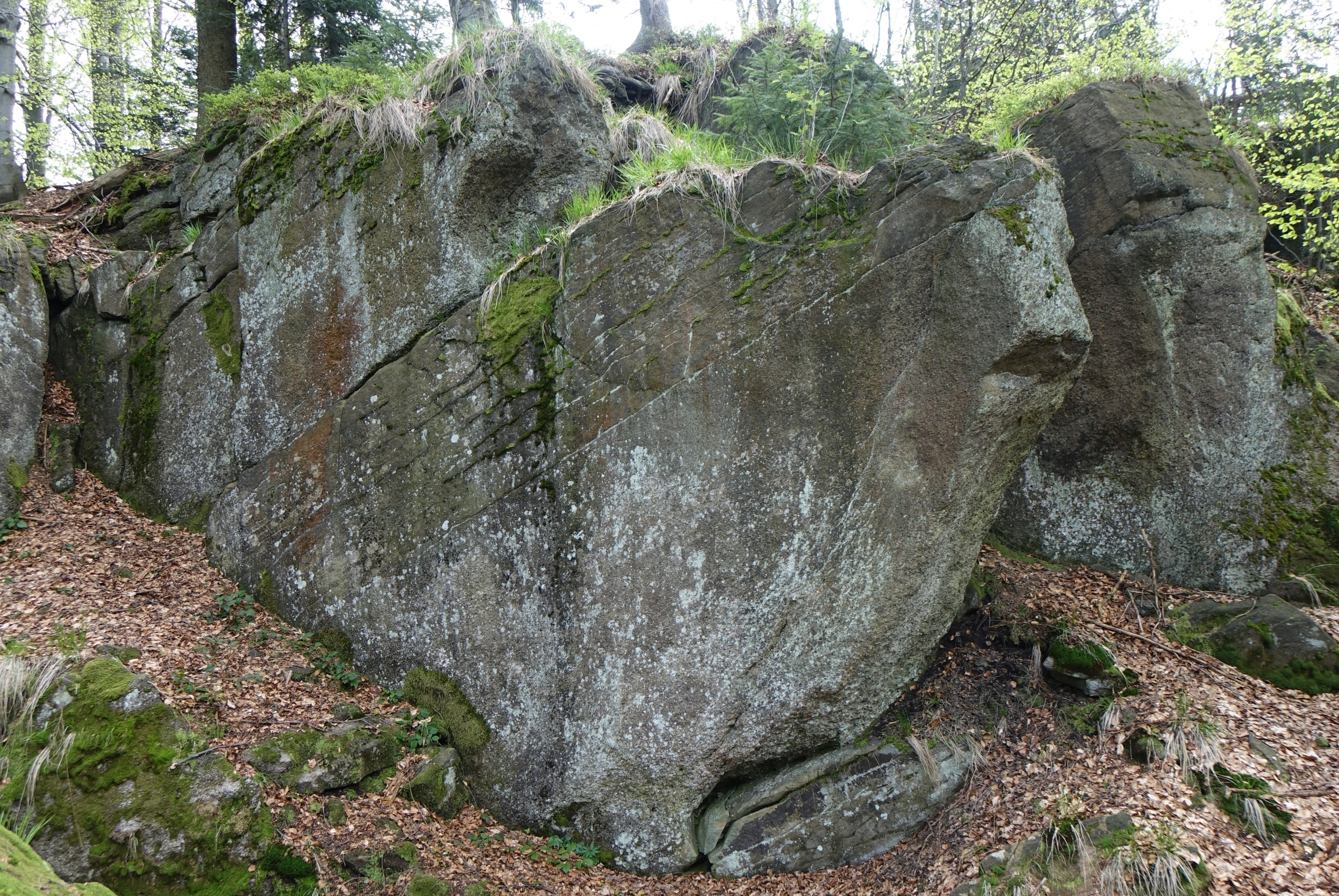
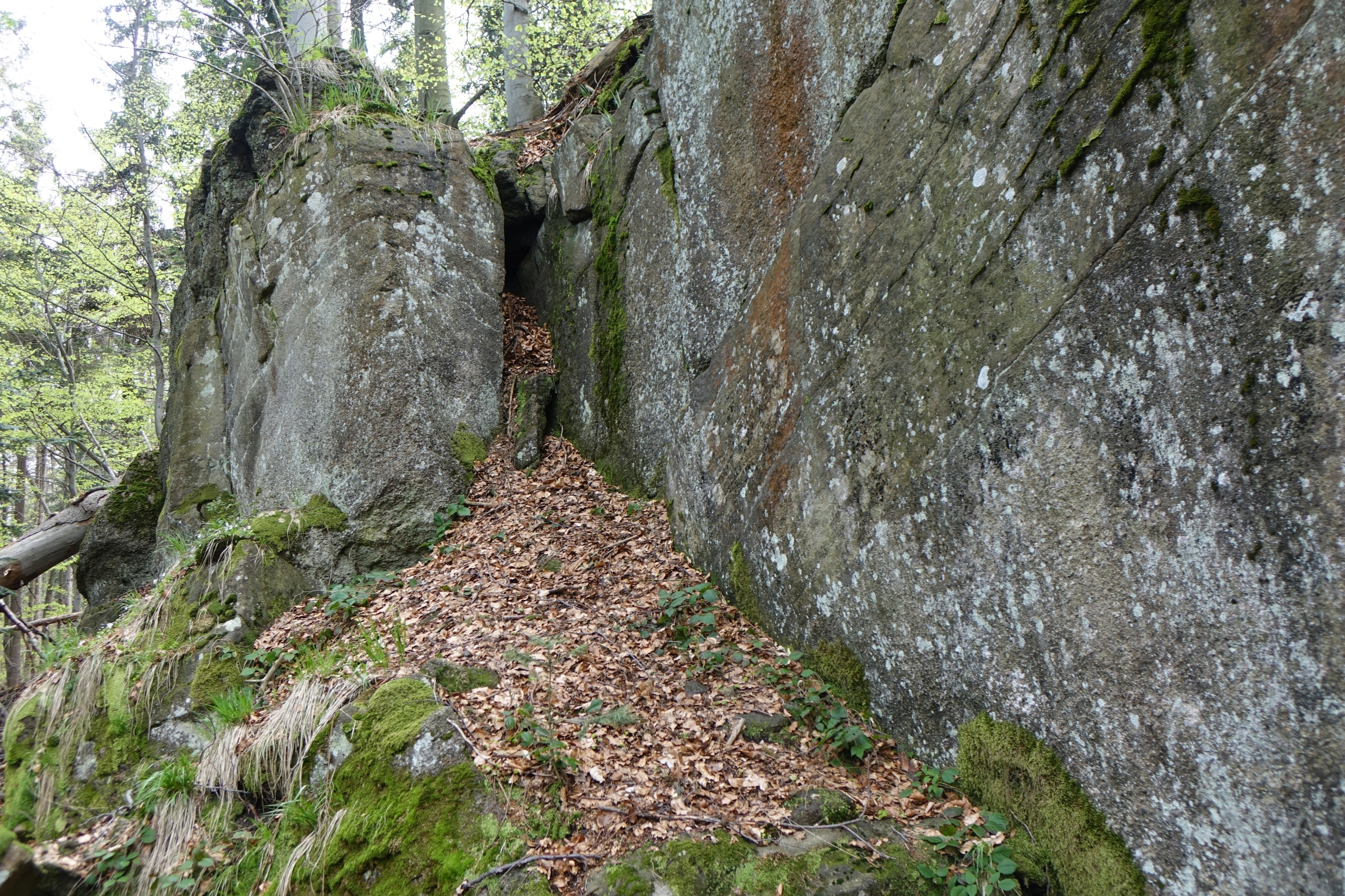
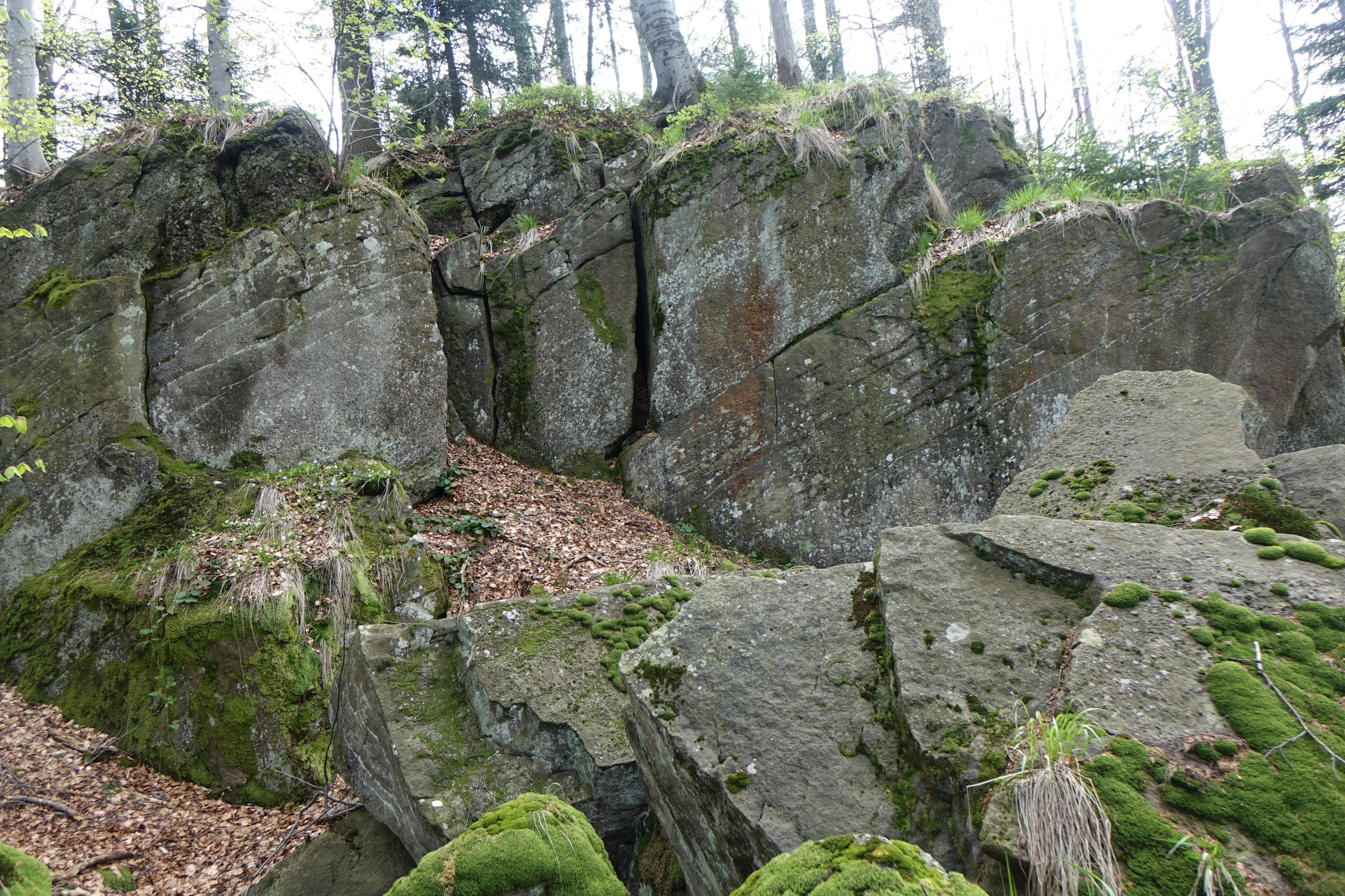
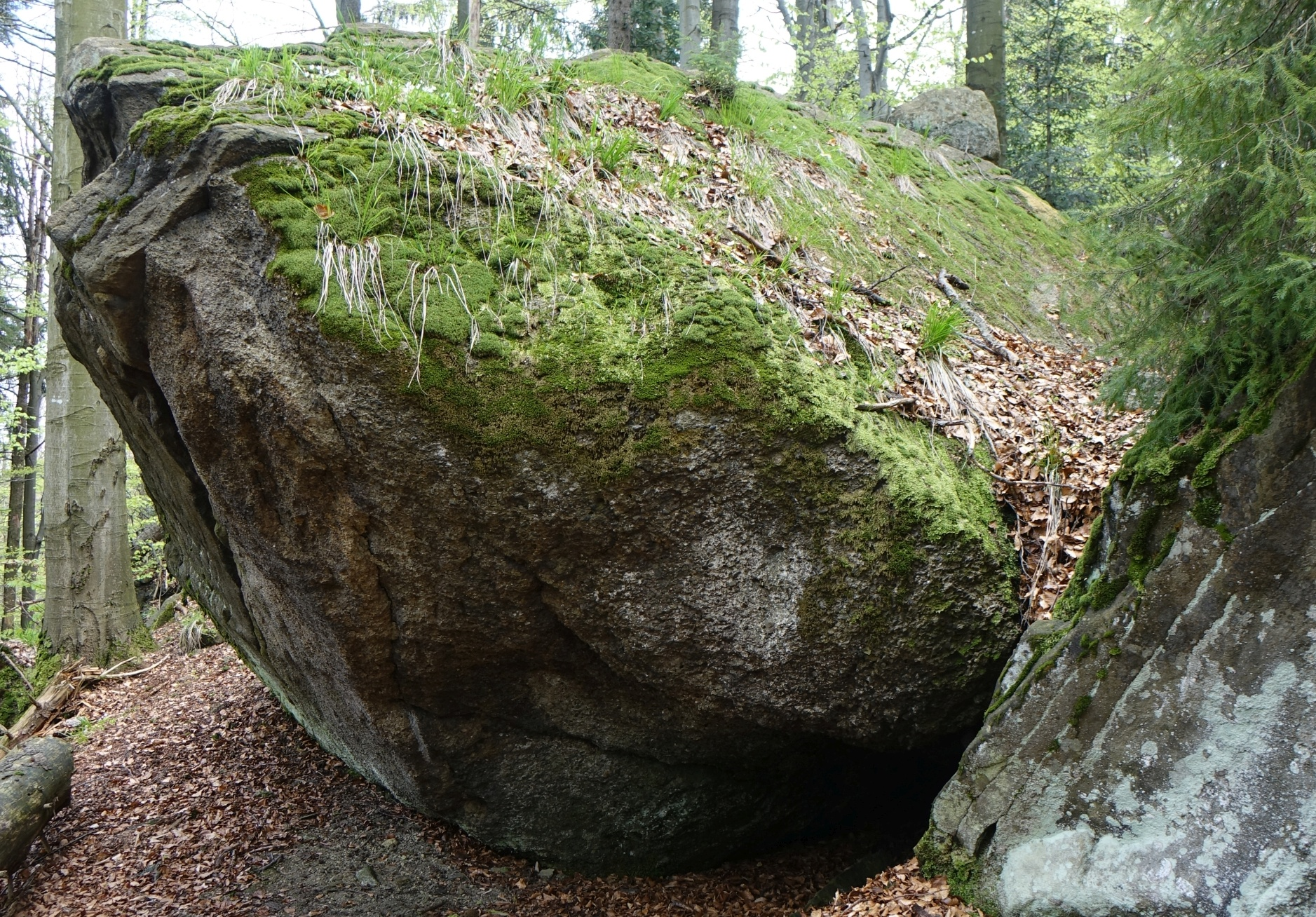
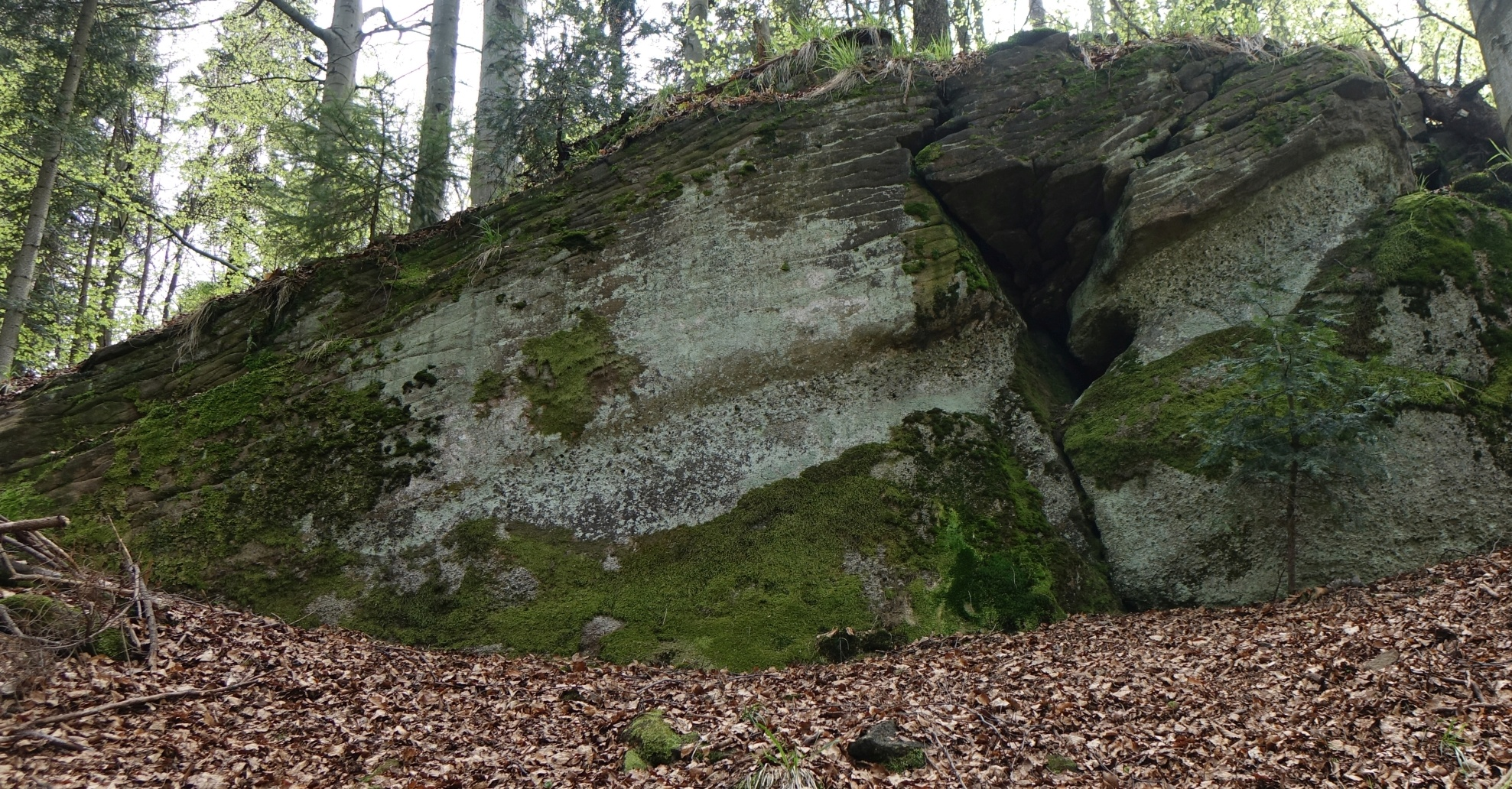

Skały znajdują się w granicach wsi Rzyki w województwie małopolskim, w powiecie wadowickim.